# 페드로 데 암푸디아
페드로 암푸디아(Pedro de Ampudia, 1803년 ~ 1868년)는 쿠바 하바나에서 태어나 멕시코군 장교로 삶의 대부분을 보냈다.

## 생애
암푸디아의 군 경력은 스페인군에서 시작되었고, 멕시코 독립 전쟁 후 멕시코로 이주했다. 1836년, 암푸디아는 〈알라모 전투〉에서 멕시코군 포병으로 근무 후 〈샌재신토 전투〉에서 치열한 전투를 목격했다. 1840년대 초 텍사스와의 국경 분쟁 중 암푸디아는 한번도 패배한 적이 없었으며, 경계 너머의 텍사스 군도 경의를 표하였다.
1846년 멕시코 북부군 최고 사령관을 잠시 맡아 암푸디아는 지역의 게릴라 지도자를 잔인하게 공개처형을 통해 임무를 해결하려 했다. 콘세르바도르(conservador, 멕시코 보수 파벌의 멤버)로 암푸디아는 그의 라이벌 자유주의파의 장군 마리아노 아리스타를 지지하다, 즉시 사무직의 지위로 좌천되었다. 암푸디아는 〈팔로 알토 전투〉에서 아리스타가 “용납할 수 없는 전술의 대실패”라고 아리스타를 엄격하게 비판했고, 아리스타가 일부 암푸디아를 비난하다가 패한 전투 〈레사카 데 라 팔마 전투〉에 대해서도 비판을 계속했다.
남쪽으로의 긴 철수를 하는 동안, 암푸디아는 〈몬테레이 전투〉를 지휘하기 위해 북부군 최고 사령관에 임명되었다. 살티요까지 철수하라는 안토니오 로페스 데 산타 안나의 명령에도 불구하고, 암푸디아는 몬테레이에서 요격하기로 결정했다.
숙련된 도시의 방어를 한 후, 암푸디아는 미군이 동서 양쪽에서 도시로 진입해 옴을 발견했다. 시 광장에서 덧에 걸려서 미군으로부터 포격을 받았기 때문에, 암푸디아 장군은 정전 깃발을 내걸고, 타격을 받은 부대를 철수하기로 했다. 재커리 테일러와 맺은 휴전 협정으로 북부군은 무장해제를 하지 않고서 최대한 남쪽으로 철수했고, 3개월 동안 불가침을 하기로 했다. 살티요에서 암푸디아가 몬테레이와 같은 방어를 시도했지만 마을 주민들은 방비에 속수무책 없었다. 살티요 마을의 방어의 실패로 그는 산타 안나에 의해 해임되었다. 1847년의 〈부에나 비스타 전투〉에서 멕시코군 포병의 일부를 지휘했지만, 전사령관인 아리스타와 마찬가지로 암푸디아도 행정 업무에 투입되었다.
몬테레이에서 후퇴한 것에 대해 찬반양론이 있었지만, 암푸디아는 “테일러를 격파할 수 있었던 유일한 남자”로 멕시코의 전설로 남아 있다. 전후 암푸디아의 정책은 점차 자유주의로 기울었고, 그는 멕시코 황제 막시밀리아노 1세의 개입 때 베니토 후아레스 정부를 지지하였고, 자유주의의 동부군 사령관으로 상당한 용감하고, 유능한 지휘관이 되었으며, 그 지휘를 맡으며 심한 부상을 당했다. 1868년, 암푸디아는 전쟁에서 입은 상처의 합병증으로 인해 사망하고 판테온 데 산 페르난도에 묻혔다.

## 같이 보기
- 멕시코의 역사
- 멕시코-미국 전쟁

## 참조
- Bauer, K. Jack, "The Mexican-American War, 1846-1848"
- Miguel Ángel Peral, ed., "Diccionario Biográfico Mexicano"